# Lepe vasi lepo gorijo
Lepe vasi lepo gorijo (srbsko Lepa sela lepo gore/Лепа села лепо горе) je kontroverzni vojni film Srđana Dragojevića iz leta 1996. Film je bil posnet po resničnih dogodkih. Prikazuje 9-dnevno bojevanje srbskih vojakov, sneman je bil v Republika Srbski.

## Zgodba
Med bitko se je nekaj srbskih vojakov skrilo v tunel. Na obeh straneh tunela so bili muslimanski vojaki. Srbi so imeli hrano in strelivo, niso pa imeli vode. Srbski vojaki so poskušali priti do tunela, ampak jim ni uspelo. Po 9 dneh so srbski vojaki naredili načrt, kako se bodo rešili. Le nekaj se jim je uspelo rešiti.

## Snemanje
Igralci so odšli snemat film v Republiko Srbsko (Bosno in Hercegovino). Niso imeli dosti pirotehnike, preko meje so jo prenesli ilegalno. Po krajih snemanja so slišali veliko pripovedi o kriminalnih dejanjih. Da bi na to pozabili, so pili alkohol in govorili, da je to samo fikcija.